# Sherlock Holmes – Det vita hjärtat
Sherlock Holmes – Det vita hjärtat är en teaterpjäs skriven av Joakim Sten i regi av Carolina Frände som sattes upp på Stadsteatern Skärholmen med en speltid på två och en halv timme. Den hade premiär i februari 2019.
Pjäsen är inte någon av Arthur Conan Doyles originalberättelser om detektiven Sherlock Holmes, utan en postkolonial version. Målgruppen var gymnasiepublik 16 år och uppåt.

## Roller
- Sherlock Holmes – Maria Sundbom
- Dr Watson – Christopher Lehmann
- Lestrade – Ulrika Nilsson

## Mottagande
Gunilla Brodrej skrev i Expressen att Joakim Sten hade skrivit en utmärkt pastisch på Conan Doyles berättelser om Sherlock Holmes men att "ibland är det lite för uppenbart vilka humanistiska principer man vill inympa i sin unga publik." Om Carolina Frändes regi skrev hon att den saknade gestaltning och att föreställningen hade mått väl av mer humor, puls och energi. Hon berömde ljusdesignen av Karl Svensson och ljuddesignen av Teodor Sydbom Kourkoulis.
Petter Stjernstedt på Kulturbloggen beskrev pjäsen som ett drama med politisk udd om slavhandel, kolonialism och rasism, men att det var allvarsamt och humorlöst. Att det var "en pjäs om 'de andra', de som inte promenerar i maktens korridorer och som ständigt får kämpa för att göra sin röst hörd."
Ylva Lagercrantz Spindler skrev i Svenska Dagbladet att det att Sherlock Holmes spelades av en kvinna och att Watson spelades av en svart skådespelare "för upp såväl klass som kön på agendan."